# Hemisarcoptidae
Hemisarcoptidae zijn  een familie van mijten. Bij de familie zijn 11 geslachten met circa 35 soorten ingedeeld.